# Funaria puiggarii
Funaria puiggarii là một loài Rêu trong họ Funariaceae. Loài này được (Geh. & Hampe) Broth. mô tả khoa học đầu tiên năm 1903.